# Infrastruktura
Infrastruktura je temeljna naprava ali objekt, ki omogoča gospodarsko dejavnost določene skupnosti . V širšem pomenu je infrastruktura tudi organizacija te dejavnosti, vključno z osebjem in zadevno zakonodajo. Primeri:
- prometna infrastruktura: prometne poti; gradnja in  vzdrževanje cest, železnic, pristanišč in letališč; pravila cestnega prometa in plovbe; osebje za vzdrževanje prometnih poti in pobiranje cestnine;
- energetska infrastruktura: skupek objektov, ki proizvajajo energijo; državna energetska politika; skupek osebkov, ki upravlja dohodke energetske dobave;
- telekomunikacijska infrastruktura: skupek naprav za posredovanje informacij na daljavo (telegraf, telefon, radio ipd); osebje, ki ga upravlja; mednarodni dogovori o telekomunikacijah.